# Автобус (футбольна тактика)
«Автобус» (англ. The bus) або «паркування автобусу» (англ. Parking the bus) — на футбольному сленгу назва надобережної оборонної тактики, яка полягає у використанні майже всіх польових гравців на своїй половині поля, перепасовуванні між ними й відсутності як такої атакувальної гри, що дає змогу забити гол тільки в разі контратаки або рідкісної атаки. Термін «автобус» має яскраво виражений негативний емоційний характер, оскільки видовищність гри команди значно поступається ефективності.

## Історія
Слово «автобус» для опису своєї тактики вперше вжив Жозе Моурінью ще в 2004 році, коли він тренував «Порту» і разом з ним виграв Лігу чемпіонів УЄФА в 2004 році. 
Пізніше вже без Моурінью «Челсі» застосовував схожу тактику в Лізі чемпіонів сезону 2011/2012, особливо у півфінальних зустрічах проти «Барселони» і у фіналі проти «Баварії».